# ¿Quién es el señor López?
¿Quién es el Señor López? es una película de 2006 filmada en formato DVD por el director de cine mexicano Luis Mandoki. Es un documental político sobre Andrés Manuel López Obrador en las elecciones federales de México de 2006 y las elecciones de 2012. 
En el documental, formado de cinco videos, se realiza una serie de entrevistas entre las que destacan las del propio Mandoki a López Obrador y la participación de conocidos periodistas, analistas políticos y otros personajes que dan su punto de vista sobre este candidato y otros, y sobre la obra del gobierno del presidente Vicente Fox. La lista incluye a académicos de Derecha Denise Dresser (ITAM) é izquierda Lorenzo Meyer (COLMEX); a los abogados Néstor de Buen, y Javier Quijano; al exministro de la Suprema Corte de Justicia de México Juventino Castro y Castro; al escritor y diplomático José María Pérez Gay; a los periodistas Miguel Ángel Granados Chapa, Julio Hernández López, Alfredo Jalife-Rahme entre otros. 
El documental también se ha distribuido en copias caseras y Mandoki ha expresado no tener ningún problema con ello y de hecho ha dado su consentimiento para que se copie y distribuya libremente de manera no comercial.
Los videos de Mandoki no fueron utilizados directamente como parte de la propaganda en la candidatura del excandidato a la presidencia Andrés Manuel López Obrador, como se puede ver en su página de campaña.
La película ha sido liberada por Luis Mandoki como copyleft y ha sido copiada y distribuida libremente.